# П'ятничанський парк
П'ятничанський парк — парк-пам'ятка садово-паркового мистецтва місцевого значення, розташований на території м. Вінниця. Оголошений відповідно до Рішення облвиконкому № 335 від 22.06.1972 р.
Поблизу П'ятничанського лісового урочища, на північно-західній околиці Вінниці, в другій половині XIX століття був створений ландшафтний парк, що займає 32 гектари. Розташований на підвищенім плато, він доповнює краєвиди міста.
Величезний бір, утворений з ялини звичайної і модрини європейської - окраса П'ятничанського парку.
Характерною рисою всієї композиції насаджень є численні дендрологічні групи із листяних і шпилькових порід, серед яких виділяються сосни звичайні, ялини, модрини і вікові дуби на галявинах та живописних схилах балки. Балка з кількома джерелами ґрунтової води утворює невеликий став.
В парку чимало невеликих березових гаїв, масивів із білої акації, тополі канадської та інших порід. Крім алей та доріжок, збереглися кілька будинків колишнього маєтку, водонапірна башта з водокачкою, кам'яний мур та ряд господарських споруд.
Серед густих крон дерев розміщено лікувальні приміщення. Перед їх Фасадам — квітники, живопліт з бирючини, жимолості, свидини, спіреї, самшиту, молоді саджанці шовковиці, горобини, липи і горіха волоського. В парку є чимало рідкісних видів дерев. Зокрема, тут зростають цінні екземпляри бука червонолистого, береки, дуба червоного, катальпи бегонієподібної, модрини польської, горіха чорного.
Всього нараховується біля 94 видів дендрофлори.
Адміністрація обласного тубдиспансеру, а також первинна організація товариства охорони природи постійно дбають про збереження парку. Відновлено кам'яний мур, регулярно проводиться
санітарне оздоровлення насаджень, зокрема, таких порід, як тополя пірамідальна, каштан, черемха, берека, граб, липа, різноманітні чагарники.
В останні роки хвойні насадження парку сильно постраждали від короїда.